# NXT Heatwave (2024)
NXT Heatwave 2024 року — це шоу професійного реслінгу, організоване американською компанією WWE. Це було третє щорічне шоу Heatwave, організоване компанією для свого бренду підготовки й розвитку талантів NXT й 10-й захід під даною назвою загалом. Подія відбулася в неділю, 7 липня 2024 року (за місцевим часом), на Скошіябенк-Арені в Торонто, Онтаріо, Канада, в рамках вікенду Money in the Bank. На відміну від попередніх двох років, коли Heatwave було телевізійним спецвипуском, подія 2024 року транслювалася наживо через платформи WWE. Відповідно, NXT Heatwave 2024 року стало першою подією NXT, яка відбулася в Канаді після NXT TakeOver: Toronto у 2019 році.

## Матчі
| №                                                                                           | Результати | Умови | Час   |
| ------------------------------------------------------------------------------------------- | --- | --- | ----- |
| 1P                                                                                          | Кармен Петровіч й Аріанна Грейс перемогли Джейсі Джейн і Джазмін Нікс утриманням опонентки.                                            | Командний матч | 7:40  |
| 2                                                                                           | Оба Фемі (c) переміг Веса Лі утриманням опонента.                                                                                      | Одиночний матч за Чемпіонство Північної Америки NXT Якщо Фемі перемагає - Лі більше не може претендувати на титул, поки Оба чемпіон. | 16:19 |
| 3                                                                                           | Келані Джордан (c) перемогла Сол Руку утриманням опонентки.                                                                            | Одиночний матч за Чемпіонство Північної Америки NXT серед жінок                                                                      | 11:37 |
| 4                                                                                           | Нейтан Фрейзер й Аксіом (c) перемогли Університет Чейза (Андре Чейз і Дюк Гадсон) (з Райлі Осборном та Теєю Хейл) утриманням опонента. | Командний матч за Командне чемпіонство NXT                                                                                           | 13:50 |
| 5                                                                                           | Роксанн Перес (c) перемогла Лолу Вайс утриманням опонентки.                                                                            | Одиночний матч за Чемпіонство NXT серед жінок                                                                                        | 12:49 |
| 6                                                                                           | Ітан Пейдж переміг Тріка Вільямса (c), Дже'Вона Еванса й Шона Спірса утриманням опонента.                                              | Чотиристоронній матч за Чемпіонство NXT                                                                                              | 17:22 |
| \| (c) \| – чемпіон(-и) на момент старту поєдинку \| \| P \| – матч пройшов на перед-шоу \| | | |       |
| (c)                                                                                         | – чемпіон(-и) на момент старту поєдинку                                                                                                | |       |
| P                                                                                           | – матч пройшов на перед-шоу | |       |